# 夏のぬけがら
『夏のぬけがら』（なつのぬけがら）は、日本のギタリスト、真島昌利（現ザ・クロマニヨンズ、元THE BLUE HEARTS、THE HIGH-LOWS）の初のソロ・アルバム。1989年11月21日発売。発売元はメルダック。

## 概要
発売当時、THE BLUE HEARTSのギタリストであった真島昌利の初のスタジオ・アルバム。THE BLUE HEARTSの楽曲に見られるロック、パンク・ロック調の楽曲は少なく、ノスタルジーな雰囲気を持った楽曲が大半を占めている。
アルバムに先駆けて、初のソロ・シングル「アンダルシアに憧れて」が発表された。同曲は、同時期に近藤真彦に提供されて、両者のヴァージョンがシングル・ヒットした。

## 収録曲
| #         | タイトル                       | 作詞・作曲                          | 編曲      | 時間  |
| --------- | ------------------------------ | ----------------------------------- | --------- | ----- |
| 1.        | 「夏が来て僕等」               | 真島昌利                            |           | 4:23  |
| 2.        | 「クレヨン」                   | 真島昌利                            |           | 3:05  |
| 3.        | 「さよならビリー・ザ・キッド」 | 真島昌利                            |           | 4:39  |
| 4.        | 「風のオートバイ」             | 真島昌利                            |           | 4:30  |
| 5.        | 「小犬のプルー」               | - 林権三郎（作詞） - 柳沢剛（作曲） | 白井幹夫  | 2:55  |
| 6.        | 「地球の一番はげた場所」       | 友部正人                            |           | 6:59  |
| 7.        | 「オートバイ」                 | 真島昌利                            |           | 4:28  |
| 8.        | 「アンダルシアに憧れて」       | 真島昌利                            | 真島昌利  | 5:12  |
| 9.        | 「花小金井ブレイクダウン」     | 真島昌利                            |           | 4:33  |
| 10.       | 「カローラに乗って」           | 真島昌利                            |           | 4:48  |
| 11.       | 「夕焼け多摩川」               | 真島昌利                            |           | 4:47  |
| 12.       | 「ルーレット」                 | 真島昌利                            |           | 6:04  |
| 合計時間: | 合計時間:                      | 合計時間:                           | 合計時間: | 56:23 |

## 楽曲解説
1. 夏が来て僕等
2. クレヨン
3. さよならビリー・ザ・キッド
4. 風のオートバイ
5. 小犬のプルー
6. 地球の一番はげた場所
7. オートバイ
8. アンダルシアに憧れて
9. 花小金井ブレイクダウン
10. カローラに乗って
11. 夕焼け多摩川
12. ルーレット
AIWA「シュトラッサーCSD-XR7 / カセットボーイHS-PL50」CMソング。
友部正人がハーモニカで参加している。

## 参加ミュージシャン
- 真島昌利 - ボーカル、ギター、パーカッション、オートハープ
- 篠原太郎 - ベース、12弦ギター、アコースティック・ギター
- 山森正之 - ベース
- 白井幹夫 - ピアノ、オルガン
- 今川勉 - ドラムス
- 友部正人 - ハーモニカ
- 稲葉国光 - ウッド・ベース
- 金子飛鳥 - ヴァイオリン
- 赤木りえ - フルート
- 宮谷真人 - スライド・ギター
- 宮野弘紀 - ガット・ギター
- ディープ&バイツ

## カバー
さよならビリー・ザ・キッド
- 桜井和寿（2017年） - 自身が所属するユニット・ウカスカジーのライブツアー『ウカスカジー ツアー2017 ポジティ部 VS グッジョ部』内での自身のソロコーナーにてカバー。